# Andowiak peruwiański
Andowiak peruwiański (Thomasomys eleusis) – gatunek ssaka z podrodziny bawełniaków (Sigmodontinae) w obrębie rodziny chomikowatych (Cricetidae).

## Zasięg występowania
Andowiak peruwiański występuje we wschodnich Andach w północnym Peru.

## Taksonomia
Gatunek po raz pierwszy zgodnie z zasadami nazewnictwa binominalnego opisał w 1926 roku brytyjski zoolog Oldfield Thomas nadając mu nazwę Thomasomys ischyrus eleusis. Holotyp pochodził z Tambo Jenes, na wysokości 12 000 ft (3658 m), w regionie Amazonas, w Peru.
Autorzy Illustrated Checklist of the Mammals of the World uznają ten takson za gatunek monotypowy.

### Etymologia
- Thomasomys: Oldfield Thomas (1858–1929), brytyjski zoolog, teriolog; gr. μυς mus, μυος muos „mysz”[7].
- eleusis: etymologia niejasna, Thomas nie wyjaśnił znaczenia nazwy gatunkowej[2].

## Morfologia
Długość ciała (bez ogona) 126–140 mm, długość ogona 123–148 mm, długość ucha 21 mm, długość tylnej stopy 28–32 mm; brak danych dotyczących masy ciała. 

## Ekologia
Zamieszkuje paramo i las mglisty. Typowymi wysokościami, na jakich można spotkać T. eleusis są 3000–3650 m n.p.m.. Gatunek naziemny i nocny

## Populacja
Gatunek powszechny.

## Zagrożenia
Główne zagrożenia to wylesianie, fragmentacja siedliska, i rolnictwo.